# ドラゴンクエスト ダイの大冒険 (1991年の映画)
映画『ドラゴンクエスト ダイの大冒険』（ドラゴンクエスト ダイのだいぼうけん）は、1991年7月20日に公開された日本のアニメ映画。製作は集英社、東映、東映動画。配給は東映。カラー、ワイド。上映時間は31分。第9回ゴールデングロス賞優秀銀賞受賞作品。同時上映は『ドラゴンボールZ とびっきりの最強対最強』と『まじかる☆タルるートくん 燃えろ!友情の魔法大戦』。
『DRAGON QUEST -ダイの大冒険-』の劇場用アニメ作品第1作であり、同年10月17日に放送を開始したテレビシリーズに先んじて、パイロットフィルムとして制作・公開された。
本作は原作の読み切り第2作『ダイ爆発!!!』をアレンジした話であり、本編とは繋がらないパラレル作品になっている。
以上の事情からか原作やテレビシリーズと一部異なる点が存在し、例えば本作に登場するハドラーは原作やテレビシリーズのそれとは外見が異なり、六本腕の赤い邪神像となっていて実質的に本作のオリジナルキャラクターとなっている。

## キャスト
- ダイ ‐ 藤田淑子
- レオナ姫 ‐ 久川綾
- ゴメちゃん ‐ 國府田マリ子
- ブラス ‐ 滝口順平
- 側近 ‐ あずさ欣平
- 兵士 ‐ 真地勇志、緑川光、小林俊夫、川津泰彦
- モンスター ‐ 太田真一郎、加藤謙吾
- ハドラー ‐ 青野武
- ナレーション ‐ 屋良有作

## スタッフ
- 製作：岡田茂、今田智憲
- 原作：三条陸、稲田浩司
- 脚本：隅沢克之
- 音楽：すぎやまこういち
- 作画監督：長岡康史
- 美術：坂本信人
- 撮影：枝光弘明
- 録音：川崎公敬
- 編集：西山茂
- プロデューサー：森下孝三
- エグゼクティブプロデューサー：茅野力造
- 監督：竹之内和久